# Julo Levin
Julo Levin, originalmente Julius (5 de septiembre de 1901, Stettin - 1943, KZ Auschwitz) fue un pintor expresionista alemán de ascendencia judía. La mayoría de sus obras que han sobrevivido son acuarelas y bocetos, aunque su familia conserva algunas de sus pinturas. Fue asesinado por los nazis en el Holocausto.

## Biografía
Mostró una temprana aptitud para el arte y, desde 1919, ya estaba asociado a los círculos artísticos de Renania. Estudió en el campus de Essen de la Universidad de las Artes de Folkwang con el artista holandés Johan Thorn Prikker, siguiéndolo cuando éste fue a enseñar en la Royal Kunstgewerbeschule de Múnich, en 1921. Después se trasladó a la Kunstakademie Düsseldorf en 1923, donde fue alumno de maestría de Heinrich Campendonk y Heinrich Nauen. .

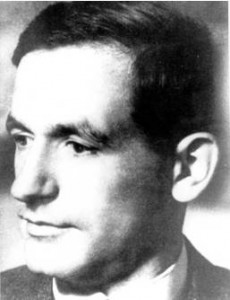
Levin en la década de 1930

Al finalizar sus estudios en 1926, recibió su primer encargo importante: un mural para la exposición multidisciplinar GeSoLei. Sus ganancias le permitieron realizar un viaje de estudios a París. En 1931 regresaría a Francia para pasar un verano en Marsella que resultó especialmente productivo. De 1925 a 1932 fue miembro de la "Rheinischen Sezession" y de la "Joven Renania". Realizó numerosas exposiciones en Düsseldorf, Berlín y Núremberg.
De 1930 a 1939 compartió estudio en Düsseldorf-Stadtmitte con Karl Schwesig y otros artistas menos conocidos.  Poco después de establecerse allí con Schwesig, Peter Ludwigs y el actor y director Wolfgang Langhoff crearon la filial de Düsseldorf de la Asociación de Artistas Visuales Revolucionarios (conocida como "Asso"), una organización de orientación comunista.

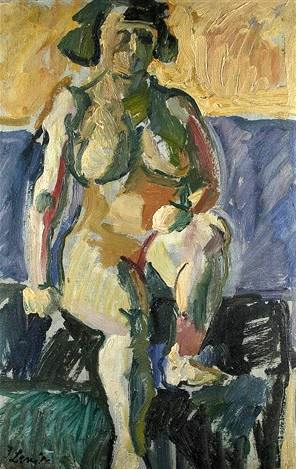
Desnudo femenino sentado

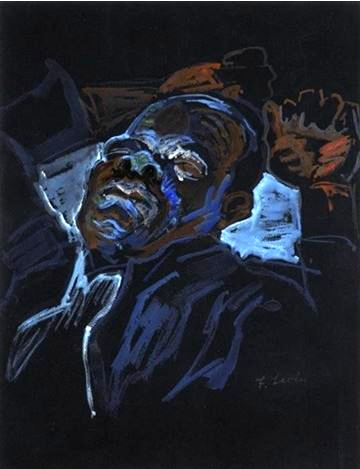
Ibrahim Kountel, Descansando (Marsella)

Como resultado de sus afinidades políticas en junio de 1933 fue arrestado por cargos políticos, relacionados con sus estrechos vínculos con miembros del KPD. Debido a esto, y por ser judío, se le negó la membresía en la Cámara de Cultura del Reich y se le etiquetó como "Malverbot" (pintura prohibida), lo que puso fin a su carrera. Sin embargo, pudo trabajar como profesor de dibujo en escuelas judías de Düsseldorf y Berlín.  Recogió sus dibujos y se los pasó a Mieke Monjau, esposa del pintor Franz Monjau, quien los conservó durante la guerra. La colección se encuentra ahora en el Museo de Düsseldorf. 
Después de 1939 vivió en Berlín, donde continuó enseñando dibujo hasta 1942, cuando la comunidad judía se convirtió en una fuente de mano de obra reclutada por las SS.  Mientras trabajaba en la estación ferrocarril tuvo que limpiar los vagones que regresaban de los campos de concentración.  En mayo de 1943, el propio Levin fue llevado a Auschwitz, donde fue asesinado ese mismo año. 
Desde 2003, el "Julo-Levin-Ufer" en Düsseldorf-Hafen está dedicado al artista. En 2014 se inauguró una estela conmemorativa, creada bajo los auspicios de la Stiftung Monjau-Levin. El edificio incluye un salón para eventos y proyectos pedagógicos. En 2015 se colocó un stolperstein  del artista Gunter Demnig en la casa natal de Levin en Stettin (Szczecin). En 2017, colocaron otro stolperstein frente a su residencia en Berlín.